# Night Time
Albums de Killing Joke
Fire Dances Brighter Than a Thousand Suns
Night Time est le 5e album studio du groupe britannique Killing Joke.

## Description
Sorti en 1985, il est le fruit d'une collaboration étonnante avec le producteur Chris Kimsey, connu pour son travail avec les Rolling Stones sur certains de leurs albums de l'époque. Le son de Night Time s'en ressent fortement, beaucoup plus adapté à une diffusion commerciale que ses prédécesseurs. Si cette caractéristique fâche quelques inconditionnels, elle sera aussi la clé du succès pour le groupe en leur offrant l'opportunité de voir plusieurs singles tirés de l'album se placer très honorablement dans les classements des meilleures ventes dans plusieurs pays d'Europe.
Les trois morceaux, qui demeurent, à ce jour, emblématiques de cette partie de la carrière du groupe, sont Eighties, Night Time et Love Like Blood. Lors de leur sortie en 45 tours, ils sont diffusés dans de nombreux clubs européens et font découvrir le groupe à un nouveau public, séduit par ce son new wave typique des années 1980.
À l'inverse, les acheteurs habituels sont décontenancés par cet album très « propre », exprimant les changements positifs attendus par Jaz Coleman au cours de la décennie. Au chant, Coleman fait preuve d'un calme inhabituel avec lequel il ne rompra qu'en 1989, lors des sessions d'enregistrement du violent Extremities, Dirt and Various Repressed Emotions. L'album suivant, Brighter Than a Thousand Suns, continue sur cette lignée avec une omniprésence de claviers doucereux, au détriment de l'habituel son de guitare agressif de Geordie Walker.

## Liste des morceaux
1. Night Time
2. Darkness Before Dawn
3. Love Like Blood
4. Kings and Queens
5. Tabazan
6. Multitudes
7. Europe
8. Eighties